# Westfälische Hochschule Gelsenkirchen Bocholt Recklinghausen

Gebäude B am Standort Gelsenkirchen mit WH-Logo

Die Westfälische Hochschule Gelsenkirchen, Bocholt, Recklinghausen (kurz Westfälische Hochschule), von der Gründung am 1. August 1992 bis zum 29. Februar 2012 Fachhochschule Gelsenkirchen, ist eine Fachhochschule in Nordrhein-Westfalen. Sie besteht aus dem Hauptsitz in Gelsenkirchen ⊙ und den Standorten in Bocholt ⊙ und Recklinghausen ⊙.
Die Hochschule besteht aus acht Fachbereichen und bedient 64 Bachelor-Studiengänge, darunter auch Teilzeitmodelle, sowie 25 Masterstudiengänge.

## Geschichte
Die Ursprünge hat die Westfälische Hochschule in der Staatlichen Ingenieurschule für Maschinenwesen Gelsenkirchen-Buer, die am 1. Oktober 1962 den Betrieb aufnahm. Durch die Gründung der Fachhochschulen in Deutschland im Jahre 1971 wurde die Ingenieurschule am 1. August 1971 der neu gegründeten FH Bochum angegliedert. Im Oktober 1991 machte die Emscher-Lippe-Agentur (ELA) den Vorschlag, der durch den Rückgang der Kohleförderung besonders stark betroffenen Region durch die Neugründung einer Fachhochschule beim Lösen der Strukturprobleme zu helfen. Deshalb beschloss die Landesregierung am 15. Januar 1992 den Aufbau einer neuen Fachhochschule mit Hauptsitz in Gelsenkirchen. Somit wurde die Abteilung Gelsenkirchen der FH Bochum zur FH Gelsenkirchen. Durch ein Landesgesetz wurde die damalige FH Gelsenkirchen zum 1. August 1992 als 50. Hochschule des Landes NRW errichtet.
Die Fachhochschule hat ein technisch-naturwissenschaftlich-ökonomisches Profil, ergänzt durch Studiengänge aus dem Bereich Recht und Journalismus/Public Relations.
Von Mai 2005 bis November 2009 war an dieser Hochschule der UNESCO-Lehrstuhl „UNESCO Chair for Entrepreneurship and Intercultural Management“ beheimatet. Es war der erste UNESCO-Lehrstuhl für eine FH in Deutschland und der einzige an allen Hochschulen Nordrhein-Westfalens. Mit dem Lehrstuhl sollte ein noch intensiverer Wissenstransfer mit ausländischen Hochschulen erreicht werden.
Im März 2007 wurden Vorwürfe öffentlich, dass drei Professoren der Hochschule Zuschüsse in Millionenhöhe für ein Inkubatorzentrum hinterzogen hätten. Hier sollten eigentlich Unternehmensgründungen gefördert werden. Infolgedessen wurden die Dozenten (darunter der für Planung und Finanzen zuständige Prorektor sowie zwei Dekane) und ein ehemaliger wissenschaftlicher Mitarbeiter verhaftet. Am 22. März beurlaubte der Innovationsminister Andreas Pinkwart sowohl Rektor Peter Schulte, der sich zuvor selbst angezeigt hatte, als auch Kanzler Hans-Joachim Baier. Interimsmäßig wurde Ministerialdirigent Heiner Kleffner, der schon die Universität Duisburg-Essen in der Gründungsphase geführt hatte, als Leiter der FH eingesetzt. Der Landesrechnungshof prüfte zweimal, das Finanzamt machte eine Konzernprüfung, das Rechnungsprüfungsamt Detmold eine Liquiditätsprüfung. Am Ende wurde klar: Nicht die Hochschulverwaltung hatte Geld veruntreut, sondern kriminelle Kräfte in einer ausgegründeten Firmenholding der Hochschule hatten Gelder zweckentfremdet.
Seit September 2007 wurde ein neues Gebäude errichtet, weil das Haus in der Neidenburger Straße 10 mit PCB belastet war. Der Neubau (heute Gebäude B des Standortes Neidenburger Straße 43) wurde zum Start des Wintersemesters 2010/2011 den Fachbereichen Elektrotechnik, Maschinenbau, Versorgung- und Entsorgung sowie dem Institut für Journalismus und Public Relations übergeben.
Die NRW-Landesregierung lobte am 28. Mai 2008 einen Wettbewerb zur Gründung von drei neuen Fachhochschulen aus, bei dem sich die Fachhochschule Gelsenkirchen mit einem Konzept bewarb. Hieraus resultierte die Einrichtung eines weiteren Studienortes in Ahaus in der Nähe des bestehenden Standortes Bocholt. Der Studienbetrieb startete im Wintersemester 2009/2010 mit zwei kooperativen, ausbildungsintegrierenden Studiengängen. 2019 teilte die Hochschulleitung mit, am Studienort aufgrund sinkender Studierendenzahlen nicht mehr einzuschreiben.
Seit dem 18. September 2012 besteht ein Kooperationsvertrag mit der Bergischen Universität Wuppertal, der es den WH-Studierenden ermöglicht, studienbegleitend Qualifikationen zur Lehre an Berufskollegs zu erhalten.
Im September 2015 nahm die Westfälische Hochschule neben Lehre, Forschung und Studium die Talentförderung als Aufgabe in ihre Grundordnung auf. Dabei setzt sie Beratungs- und Betreuungsangebote im Vorfeld der Studiums- beziehungsweise in der Ausbildungsentscheidung, in der Studieneingangsphase und im Studienverlauf um.
Seit 2016 arbeiten die drei Hochschulen für angewandte Wissenschaften aus Bochum, Dortmund und Gelsenkirchen gemeinsam in den Leistungsbereichen Lehre, Forschung und Transfer zusammen. 22 ingenieurwissenschaftliche und acht wirtschaftswissenschaftliche Studiengänge wurden in der gemeinsamen, bereits 2013 gegründeten Ruhr Master School in einem interdisziplinären und international orientierten Format zusammengeführt. Die Ruhr Master School soll den Aufbau einer gemeinsamen Masterausbildung der Ruhr-Fachhochschulen, die Schaffung einer Master-School mit einem diversifizierten Angebot an Masterstudiengängen sowie den vereinfachten Übergang aus den Bachelorstudiengängen der beteiligten Hochschulen in die Masterstudiengänge der Ruhr Master School ermöglichen. Die Stiftung Mercator unterstützt sowohl die Ruhr Master School als auch den weiteren Ausbau der Zusammenarbeit als „Hochschulallianz Ruhr“ insbesondere in den Bereichen Forschungsförderung, Internationalisierung und wissenschaftliche Weiterbildung. Seit 2017 arbeiten die Hochschulen gemeinsam mit Unternehmenspartnern im hochschulübergreifenden Forschungsprofilbereich „Mobility and Energy for Metropolitan Change“, an Innovationen für digital vernetzte Energie- und Mobilitätssysteme – gefördert vom Bundesministerium für Bildung und Forschung. Inzwischen haben sich rund 50 Unternehmenspartner und 30 Partnerorganisationen im Deeptech Innovationsnetzwerk ruhrvalley zusammengeschlossen. 26 Spin-offs wurden aus dem Verbund heraus bereits gegründet. Unter dem Dach des ruhrvalley-Start-up-Campus bündeln die Hochschulen, gefördert vom Bundesministerium für Wirtschaft und Energie, seit 2020 ihre Entrepreneurship-Aktivitäten. Die Partner im ruhrvalley-Netzwerk engagieren sich für die gemeinsamen Ziele in zahlreichen Projekten und im ruhrvalley-Cluster e. V. mit Sitz in Herne, wo sich auch das gemeinsame Headoffice befindet.

## Wasserstoff-Forschung
Seit 2022 fördert das Bundesministerium für Bildung und Forschung (BMBF) das Projekt H2!Raum Mittelstand Ruhr 2030 zur Umsetzung von Transferaufgaben im Bereich Wasserstoff, das gemeinsam von der Westfälischen Hochschule sowie der Fraunhofer Einrichtung für Energieinfrastrukturen und Geothermie IEG sowie weiteren Partnern der Region umgesetzt wird. Ziel des Förderprogramms T!Raum – TransferRäume für die Zukunft von Regionen ist es, durch die Arbeit von Universitäten, Hochschulen und Forschungseinrichtungen in strukturschwachen Regionen langfristig zukunftsweisende Innovationen zu fördern und den Strukturwandel voranzutreiben. Das Fördervolumen für das Projekt beträgt 16 Millionen Euro, verteilt über neun Jahre.
In seiner Sitzung am 23. Februar 2023 sprach der Strukturstärkungsrat eine Förderungs-Empfehlung für das Projekt zur Errichtung eines zukunftsweisenden Wasserstofflabors an der Westfälischen Hochschule aus. Der Bau des H2 Solution Lab soll im Rahmen des "5-StandorteProgramms" für die vom Kohleausstieg im Ruhrgebiet besonders betroffenen Kommunen mit 42 Millionen Euro vom Bund gefördert werden. Alle Projektanträge für das Programm durchlaufen ein Bewerbungsverfahren in einem mehrstufigen Qualifizierungsprozess.

## Präsidium
Nach einem Wechsel von einer Rektoratsverfassung zu einer Präsidialverfassung wurde am 5. Mai 2008 Bernd Kriegesmann zum ersten Präsidenten der Fachhochschule Gelsenkirchen einstimmig gewählt.
Dieser hatte seit März 2000 eine Professur im Gebiet der Betriebswirtschaftslehre an der Fachhochschule Gelsenkirchen. Im Jahre 2005 war er zum Dekan des Fachbereichs Versorgung und Entsorgung gewählt worden. Am 1. August 2008 wurde er vom Hochschulratsvorsitzendem Karl-Heinz Philippi zum Präsidenten ernannt und übernahm die Leitung. Am 1. August 2014 ging er in seine zweite Amtsperiode bis 2020, der sich am 1. August 2020 eine weitere Amtsperiode bis 2026 angeschlossen hat. Am 24. April 2025 wurde Bernd Kriegesmann erneut in seinem Amt bestätigt. Die vierte Amtszeit läuft von 2026 bis 2032.
Die Vizepräsidenten des aktuellen Präsidiums sind:
- Studium/Lehre: Tatjana Oberdörster
- Forschung/Transfer: Michael Brodmann
- Digitalisierung: Ulrike Griefahn
- Nachhaltigkeit/Internationales: André Latour
- Wirtschafts-/Personalverwaltung: Kanzler Heiko Geruschkat

Die Amtszeit der Vizepräsidenten währt bis zum 31. Juli 2026, die des Kanzlers bis 2027.

## Hochschulrat
Aufgrund des durch das Land NRW verabschiedeten Hochschulfreiheitsgesetzes wurde an der Fachhochschule Gelsenkirchen ein Hochschulrat gewählt.
Die Fachhochschule Gelsenkirchen hat sich dabei in ihrer verabschiedeten Grundordnung für ein zehnköpfiges Gremium entschieden, das zur Hälfte aus internen Mitgliedern der Hochschule besteht. Die andere Hälfte besteht aus Mitgliedern, die von außerhalb der Hochschule in das Gremium kommen.
Der aktuelle Hochschulrat wurde im April 2023 durch das nordrhein-westfälische Wissenschaftsministerium bestätigt, seine Amtszeit beträgt fünf Jahre.
Die einzelnen Mitglieder sind:
- Thomas Wessel, Evonik Industries AG: Vorsitzender
- Claudia Goldenbeld, vormals u. a. Geschäftsführerin Vivawest GmbH, Gelsenkirchen
- Dr. Babette Nieder, Geschäftsführerin WiN Emscher Lippe GmbH
- Dr. Peter Ohm, Geschäftsführer Valmet Automotive Management GmbH
- Mark Rosendahl, Geschäftsführer DGB Region Emscher-Lippe
- Prof. Dr. Birgit Brands
- Prof. Katja M. Becker
- Prof. Dr. Angelika Loidl-Stahlhofen
- Prof. Dr. Martin Schulten
- Prof. Dr. Timm Braasch

## Fachbereiche
Die aktuelle Liste der Fachbereiche ist:
- Maschinenbau, Umwelt- und Gebäudetechnik (Gelsenkirchen)
- Elektrotechnik und angewandte Naturwissenschaften (Gelsenkirchen)
- Informatik und Kommunikation (Gelsenkirchen)
- Wirtschaft (Gelsenkirchen)
- Wirtschaft und Informationstechnik (Bocholt)
- Maschinenbau (mit Bionik) (Bocholt)
- Wirtschaftsrecht (Recklinghausen)
- Ingenieur- und Naturwissenschaften (Recklinghausen)

## Angebotene Studiengänge
| Bachelor-Studiengang                                      | Abkürzung | Angeboten in:  |
| --------------------------------------------------------- | --------- | -------------- |
| Bionik                                                    | B.Sc.     | Bocholt        |
| Chemie                                                    | B.Sc.     | Recklinghausen |
| Data Science                                              | B. Sc.    | Bocholt        |
| Digital Business und IT-Management                        | B. A.     | Gelsenkirchen  |
| Digitale Systeme                                          | B.Sc.     | Gelsenkirchen  |
| Elektrotechnik                                            | B. Eng.   | Gelsenkirchen  |
| Elektrotechnik – Smart Communication                      | B. Sc.    | Bocholt        |
| Informatik                                                | B. Sc.    | Gelsenkirchen  |
| Informatik.Softwaresysteme                                | B. Sc.    | Bocholt        |
| International Business Law and Business Management        | LL. B.    | Recklinghausen |
| International Management                                  | B. A.     | Bocholt        |
| Journalismus und Public Relations                         | B. A.     | Gelsenkirchen  |
| Maschinenbau                                              | B. Eng.   | Gelsenkirchen  |
| Maschinenbau                                              | B. Eng.   | Bocholt        |
| Mechatronik                                               | B. Eng.   | Bocholt        |
| Medizintechnik                                            | B. Sc.    | Gelsenkirchen  |
| Mobilität und Logistik                                    | B. Sc.    | Recklinghausen |
| Molekulare Biologie                                       | B. Sc.    | Recklinghausen |
| Nachhaltige biologische und chemische Technologien        | B. Sc.    | Recklinghausen |
| Robotik und Automatisierung                               | B. Eng.   | Bocholt        |
| Sustainable Engineering and Management                    | B. Sc.    | Bocholt        |
| Technische Gebäudeausrüstung                              | B. Eng.   | Gelsenkirchen  |
| Umweltingenieurwissenschaften                             | B. Eng.   | Gelsenkirchen  |
| Unternehmenslogistik                                      | B. Sc.    | Recklinghausen |
| Wasserstoffsysteme und Erneuerbare Energien               | B. Eng.   | Gelsenkirchen  |
| Wirtschaft                                                | B. A.     | Bocholt        |
| Wirtschaft                                                | B. A.     | Gelsenkirchen  |
| Wirtschaftsinformatik                                     | B. Sc.    | Bocholt        |
| Wirtschaftsinformatik                                     | B. Sc.    | Gelsenkirchen  |
| Wirtschaftsingenieurwesen                                 | B. Sc.    | Recklinghausen |
| Wirtschaftsingenieurwesen Technisches Facility Management | B. Sc.    | Gelsenkirchen  |
| Wirtschaftspsychologie                                    | B. A.     | Gelsenkirchen  |
| Wirtschaftsrecht                                          | LL. B.    | Recklinghausen |

| Master-Studiengang                                    | Abkürzung | Angeboten in:  |
| ----------------------------------------------------- | --------- | -------------- |
| Accounting und Controlling                            | M. A.     | Gelsenkirchen  |
| Business Engineering                                  | M. Sc.    | Bocholt        |
| Dienstleistungsmanagement                             | M. A.     | Bocholt        |
| Digitale Systeme                                      | M. Sc.    | Gelsenkirchen  |
| Digitaler Qualitätsjournalismus                       | M. A.     | Gelsenkirchen  |
| Elektrotechnik                                        | M. Eng.   | Gelsenkirchen  |
| Energiesystemtechnik                                  | M. Eng.   | Gelsenkirchen  |
| Informatik                                            | M. Sc.    | Gelsenkirchen  |
| Informatik – Intelligente Systeme                     | M. Sc.    | Bocholt        |
| Internet-Sicherheit                                   | M. Sc.    | Gelsenkirchen  |
| Kommunikationsmanagement                              | M. A.     | Gelsenkirchen  |
| Management                                            | M. A.     | Gelsenkirchen  |
| Maschinenbau                                          | M. Eng.   | Gelsenkirchen  |
| Maschinenbau (Robotik, Leichtbau)                     | M. Eng.   | Bocholt        |
| Medieninformatik                                      | M. Sc.    | Gelsenkirchen  |
| Medizintechnik                                        | M. Sc.    | Gelsenkirchen  |
| Mikrosystemtechnik                                    | M. Sc.    | Gelsenkirchen  |
| Mobilität und Logistik                                | M. Sc.    | Recklinghausen |
| Molekulare Biologie                                   | M. Sc.    | Recklinghausen |
| Polymerwissenschaften                                 | M. Sc.    | Recklinghausen |
| Systems Engineering in der Umwelt- und Gebäudetechnik | M. Sc.    | Gelsenkirchen  |
| Unternehmenslogistik                                  | M. Sc.    | Recklinghausen |
| Unternehmensrechnung                                  | M. A.     | Bocholt        |
| Wirtschaftsinformatik                                 | M. Sc.    | Gelsenkirchen  |
| Wirtschaftsingenieurwesen                             | M. Sc.    | Recklinghausen |
| Wirtschaftsrecht                                      | LL. M.    | Recklinghausen |

Es werden diverse Lizenz- bzw. Kooperationsstudiengänge angeboten, darunter:
- Medizinische Radiotechnologie
- Wirtschaftsinformatik
- Taxation
- Nachhaltiges Management

## Institute (Auswahl)
- Institut Arbeit und Technik (IAT)
- Institut Demand Logistics
- Institut für Journalismus und Public Relations
- Institut für empirische Wirtschafts- und Sozialforschung
- Institut für Internet-Sicherheit (ifis)
- Institut für Innovationsforschung und -management (ifi)
- Institut für biologische und chemische Informatik (IBCI)
- Institut für Mobilität und Verkehr („MoVe“)
- Institut für Rechtsdidaktik und -pädagogik
- Mechatronik-Institut Bocholt
- Westfälisches Institut für Gesundheit
- Westfälisches Energieinstitut
- Westfälisches Institut für Bionik (WIB)

## Zahlen und Fakten
- Studierende: rund 7.100, davon etwa 3.800 in Gelsenkirchen, 1.400 in Bocholt und 1.800 in Recklinghausen (Stand WS2024/2025)[17]
- Nationalitäten der Studierenden: 53 (Stand Juni 2023)

## Semesterticket
Seit dem Wintersemester 2016/2017 verfügen die Studierenden an allen Standorten der Westfälischen Hochschule über ein Semesterticket. Seit dem Sommersemester 2024, verfügen alle drei Standorte, über ein DeutschlandSemesterticket, welches gegenüber dem vorherigen NRW-Ticket preiswerter und einen erweiterten Gültigkeitsbereich besitzt.
Eine Direktverbindung vom Hauptbahnhof in der Innenstadt zur Westfälischen Hochschule besteht kaum: Es verkehrt zu Vorlesungszeiten lediglich der Einsatzwagen E99 in 23 Minuten um 7.42 Uhr vom ZOB. Alternativ und auch in Gegenrichtung fahren die Buslinien 399 und 396 von der Haltestelle Buer Rathaus im 10/20-Minuten-Rhythmus oder 342 mit 45-minütiger Fahrzeit ab Wanne-Eickel Hauptbahnhof im Stundentakt.

## Beteiligungen
Die Hochschule ist Gesellschafter der PD – Berater der öffentlichen Hand.